# Papa est amoureux
Pour plus de détails, voir Fiche technique et Distribution.
Papa est amoureux (Tutti innamorati) est une comédie sentimentale franco-italienne réalisée par Franco Rossi et Giuseppe Orlandini, sortie en 1959.

## Fiche technique
Sauf indication contraire, les informations mentionnées dans cette section peuvent être confirmées par la base de données cinématographiques IMDb,  présente dans la section « Liens externes ».
- Titre en français : Papa est amoureux ou Tous amoureux[1]
- Titre original italien : Tutti innamorati[2]
- Réalisation : Pasquale Squitieri, Giuseppe Orlandini[1]
- Scénario :	Pasquale Festa Campanile, Massimo Franciosa, Ugo Guerra (it), Giorgio Prosperi, Franco Rossi
- Photographie :	Armando Nannuzzi
- Montage : Otello Colangeli
- Musique : Alessandro Cicognini
- Décors : Franco Lolli
- Production : Guido Giambartolomei (it)
- Société de production : Royal Film, France Cinéma Productions
- Pays de production :  Italie -  France
- Langue originale : Italien
- Format : Noir et blanc - Son mono - 35 mm
- Durée : 113 min (1 h 43[2])
- Genre : Comédie sentimentale[1]
- Dates de sortie :
  - Italie : 9 avril 1959

## Distribution

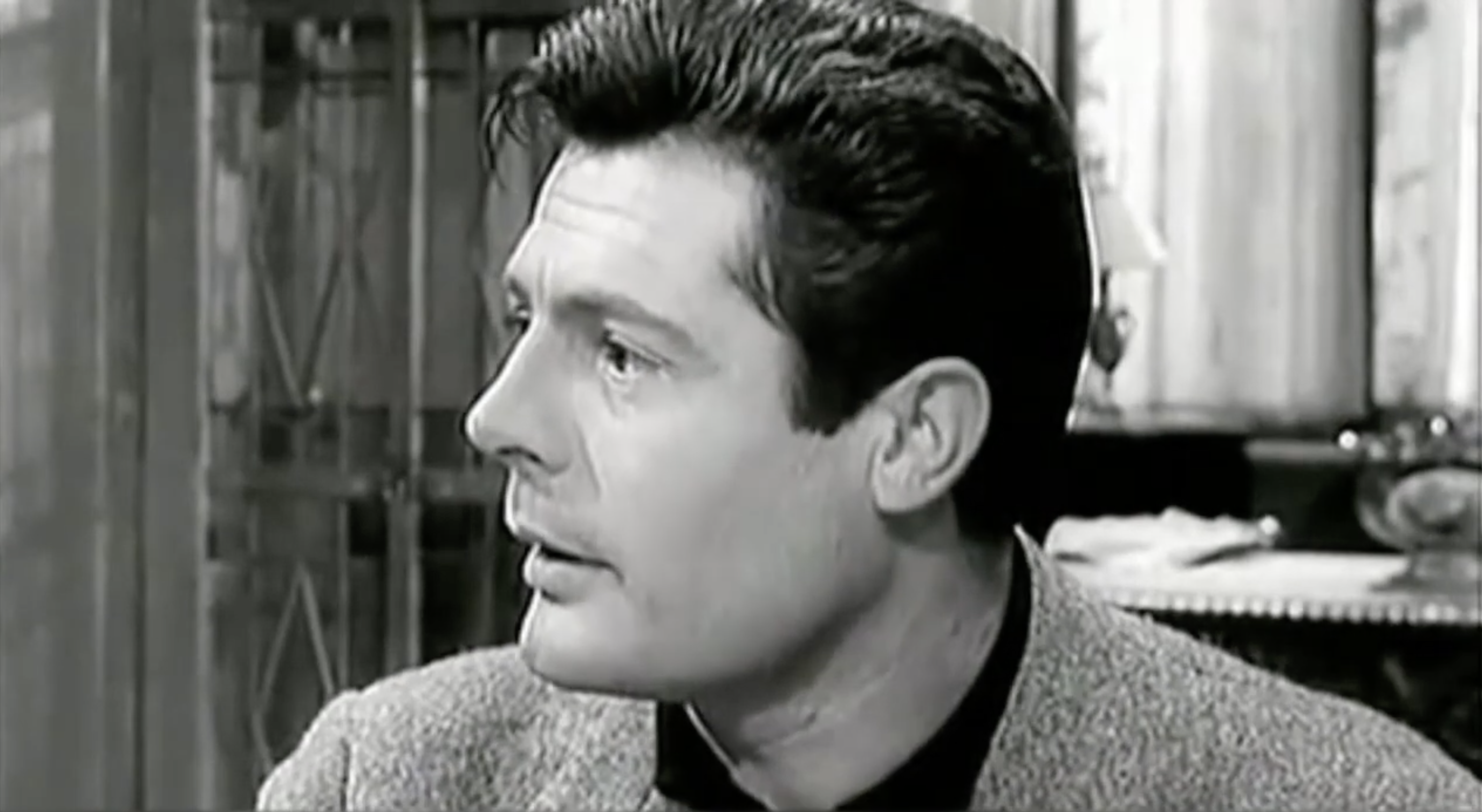
Marcello Mastroianni.

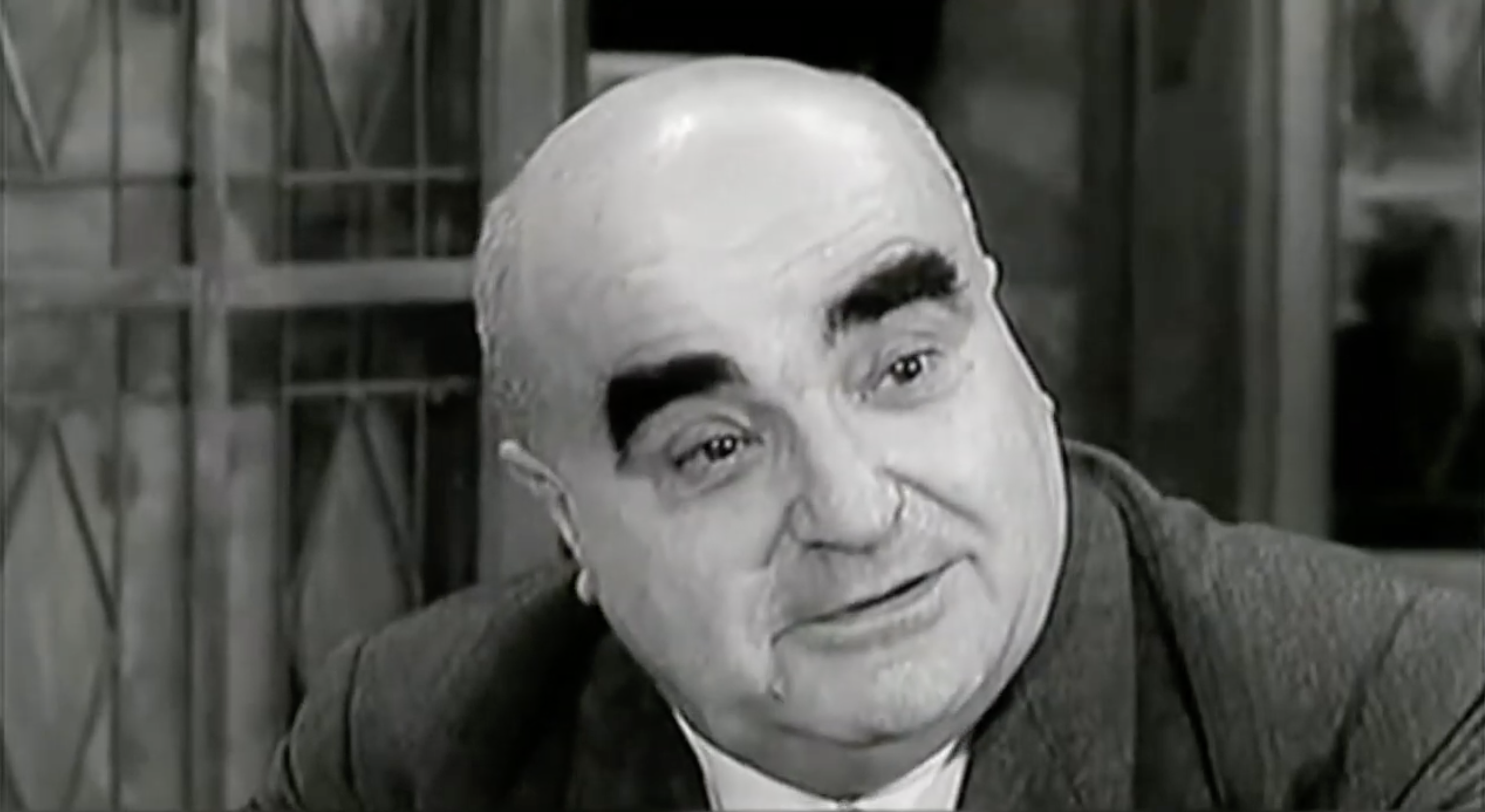
Luigi Savini.

- Marcello Mastroianni : Giovanni Mazzanti
- Jacqueline Sassard : Allegra Barberio
- Gabriele Ferzetti : Arturo
- Marisa Merlini : Jolanda Bonocore
- Nando Bruno : Cesare Bonocore
- Franco Di Trocchio : Libero Mazzanti
- Memmo Carotenuto : Ferruccio
- Clara Bindi : Rosa dell'Amore
- Luigi Savini (it) (sous le nom de « Ruggero Marchi ») : Général Ermanno Barberio
- Leopoldo Trieste : Cipriani
- Grazia Colelli : Agnesina